# Krems an der Donau
Krems an der Donau é uma cidade localizado no estado da Baixa Áustria. Krems an der Donau é uma cidade estatutária (Statutarstadt), ou seja, além de município possui também estatuto de distrito.
Está situada 70 km a oeste de Viena, na confluência dos rios Krems e Danúbio, com uma população de 23.932 habitantes divididos em onze distritos urbanos.
A história de Krems começa com registros do ano de 925, mas aparentemente o local já tinha assentamentos muito anteriores a essa data, como atestam túmulos de crianças descobertos no local com mais de 27 mil anos de idade. Durante os séculos XI e XII, Chremis, como era chamada, era maior do que Viena.
As principais atrações turísticas e históricas são seus antigos muros, a antiga igreja gótica e Steiner Tor, o último portal da cidade, construído em 1480 e único remanescente do período medieval.